# Шмидтовское газовое месторождение
Шми́дтовское га́зовое месторожде́ние (укр. Шмідтівське газове родовище) — газовое месторождение, расположенное на шельфе Чёрного моря (Крым). Относится к Причерноморско-Крымской нефтегазоносной области.

## Характеристика
Расположено на шельфе Чёрного моря Каркинитско-Северо-Крымского прогиба. Обнаружено в 1962—1964 гг. Газоносные три песчанисто-алевролитовые горизонты в верхней части майкопского яруса. Месторождение многопластовое. Залежи — пластовые склепенчастые. Режим залежей — газовый и гибководонапорный. Коллекторы — поровые и порово-трещенные. Газоконденсатные сгустки принадлежат палеоцену и маастрихту, и связаны с трещенно-поровыми карбонатными коллекторами массивно-пластового типа. Начальные запасы добываемой категории А+В+С1 — 2729 млн м³.